# 비격진천뢰

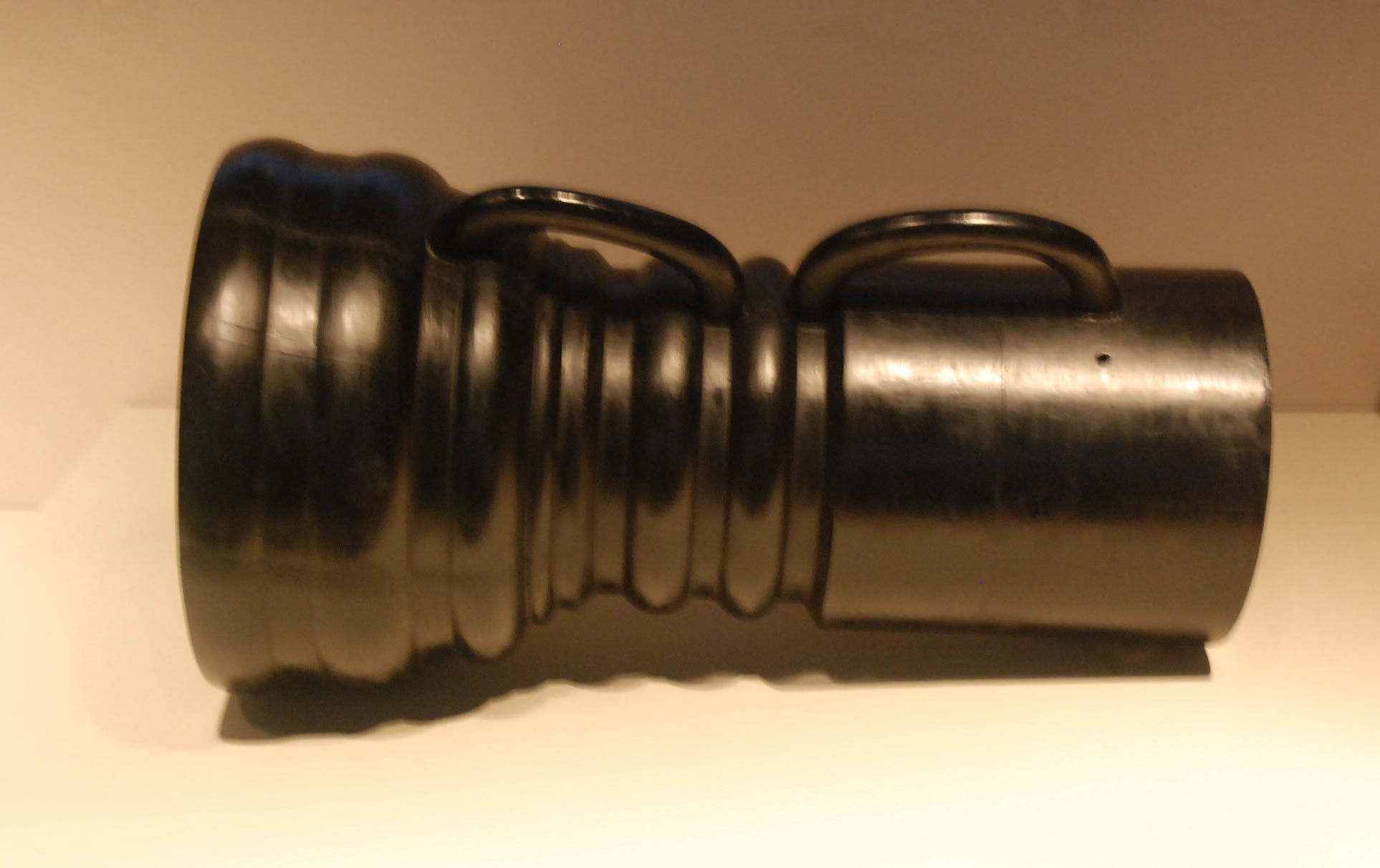
비격진천뢰를 날리는 대완구

비격진천뢰(飛擊震天雷)는 조선 중기에 군사목적으로 사용된 폭탄으로, 조선 선조 때 화포장 이장손(李長孫)이 처음 발명하였다.
대완포구(大碗砲口)로 발사하여 5백~6백보(1보(步)의 사정거리를 가지는 일종의 시한 폭탄이다.
둥근 박 모양의 형태에 표면은 무쇠로 처리를 하였으며, 내부는 화약과 철조각(빙철) 등을 장전하게 되어 있어 폭발 시 파편이 튀어나가도록 한 것으로, 지금의 세열수류탄(폭발할 때에 금속 파편이 사방으로 날아가서 살상 범위를 확대하는 수류탄)하고 비슷한 형태다.

## 개요
비격진천뢰는 지름이 21 cm, 둘레가 68cm로 도화선을 감는 둥근 나무 그릇과 얇은 철조각, 뚜껑 등으로 구성되어 있다. 주둥이가 넓고 포신이 좁은 모양으로 생긴 완구를 화포로 이용해 발사하였다.
비격진천뢰에 대해 이서(李曙)가 지은 《화포식》에서는 다음과 같이 해설하고 있다.
| “ | 그 체형은 박과 같이 둥글고 부리는 네모가 졌으며, 그 부리에는 손잡이가 달린 뚜껑이 있다. 내부에는 도화선인 약선을 감는 목곡(木谷)이 있고, 또한 목곡이 들어가는 죽통(竹筒)이 있으며 내부에는 빙철(憑鐵)이 채워진다. 특히 목곡은 폭파시간을 조절하는 장치로서 그 재료는 단목(檀木)을 사용하며, 그 골을 나사모양으로 파서 폭파를 빠르게 하려면 열 고비로, 더디게 하려면 열다섯 고비로 하되, 중약선을 감아 죽통에 넣어 한 끝은 죽통 아래 중심에 꿰고, 또 한 끝은 죽통 위 개철 밖으로 내되 두 치를 넘지 못하게 하며, 이 때에 죽통과 개철 주위에는 홈이 생기지 않도록 종이로 밀봉한 뒤 화약은 허리구멍으로 채워넣고 격목으로 구멍을 막은 뒤 안구에 실어 발사하되 불꽃을 막으려면 진천뢰 심지에 불을 붙이고 나서 완구 심지에 불을 붙인다. | ” |
|   | — 이서, 《화포식언해》 |   |

화약이 안에서 폭발하는 방식으로 진을 함락시키는 데 가장 좋은 무기였지만 실전에 활용하는 사람이 없었다가, 1592년 선조 25년 9월 1일 박진이 경주를 수복할 때 비격진천뢰를 성 밖에서 발사하여 큰 효과를 보았다. 《선조실록》에는 비격진천뢰를 성 안으로 쏘자, 이것이 뭔지 몰랐던 적들이 구경하느라고 서로 밀고 당기며 만지다가 포가 터져서 적장을 포함한 20명이 즉사를 하여 이튿날 성을 버리고 서생포로 도망하였다고 기록하고 있다.

## 유산
현재까지 남아 있는 비격진천뢰로는 육군박물관에서 보물로 지정한 비격진천뢰 외에 경남 하동군 고전면 고하리 고현성지에서 발굴된 유물과 진주성지에서 발굴된 파편, 그리고 전라남도 장성군 삼서면 석마리에서 발굴되어 연세대학교 박물관에 소장되어 있는 것이 있다.
2018년 11월 15일, 호남문화재연구원은 전북 고창군의 무장읍성에서 11점의 비격진천뢰를 발견했다고 밝혔다. 이전까지 모두 6점의 유물이 보고된 바 있다.